# Ostracion trachys
Ostracion trachys és una espècie de peix de la família dels ostràcids i de l'ordre dels tetraodontiformes.

## Morfologia
- Els mascles poden assolir 11 cm de longitud total.[4][5]

## Hàbitat
És un peix marí, de clima tropical i associat als esculls de corall que viu entre 15-30 m de fondària.

## Distribució geogràfica
Es troba a les illes de Maurici i Reunió.